# Kürdlər (Ağcabədi)
Kürdlər è un comune dell'Azerbaigian situato nel distretto di Ağcabədi. Conta una popolazione di 891 abitanti.